# معهد عصام فارس للسياسات العامة والشؤون الدولية
معهد عصام فارس للسياسات العامة والشؤون الدولية في الجامعة الأميركية في بيروت أحد أعمال زها حديد. تم تدشين مقره الجديد الدائم في 29 مايو 2014. وقد بُني المقر الجديد بمنحة من نائب رئيس مجلس الوزراء اللبناني السابق عصام فارس. وقد أُقيم احتفال التدشين على الملعب البيضوي في القسم الأعلى من الحرم الجامعي، وحضره أكثر من 450 من الشخصيات المحلية والإقليمية والدولية. يقع المبنى على مساحة 3000 مترًا مربعًا يمثّل طموحات الجامعة الأميركية في بيروت للقرن الواحد والعشرين.
وقد حضرت احتفال التدشين حديد التي صممت المقر، حيث شرحت في كلمتها الغرض من تصميم المقر الجديد، قائلة إنه «ينسج من الممرات والروابط والمواقع المشرفة على الحرم الجامعي منتدى لتبادل الأفكار ومركزًا للتفاعل والحوار في قلب الجامعة». وأضافت: «إن تصميم المعهد يجعل منه مفترق طرق وملتقى ثلاثي الأبعاد وفضاء لطلبة الجامعة وأساتذتها وباحثيها وزوارها للالتقاء والتواصل والتفاعل مع بعضهم البعض ومع المجتمع الأوسع». وقالت أيضًا: «إن المعهد يتطلع إلى المستقبل ويتحدانا جميعًا لنُغني إدراكنا للعالم العربي من خلال توسيع البحث وتكبير حلقات النقاش».